# Ферсмольд
Ферсмольд (нем. Versmold) — город в Германии, в земле Северный Рейн-Вестфалия.
Подчинён административному округу Детмольд. Входит в состав района Гютерсло.  Население составляет 20 985 человек (на 31 декабря 2010 года). Занимает площадь 84,81 км². Официальный код  —  05 7 54 048.
Город подразделяется на 5 городских районов.

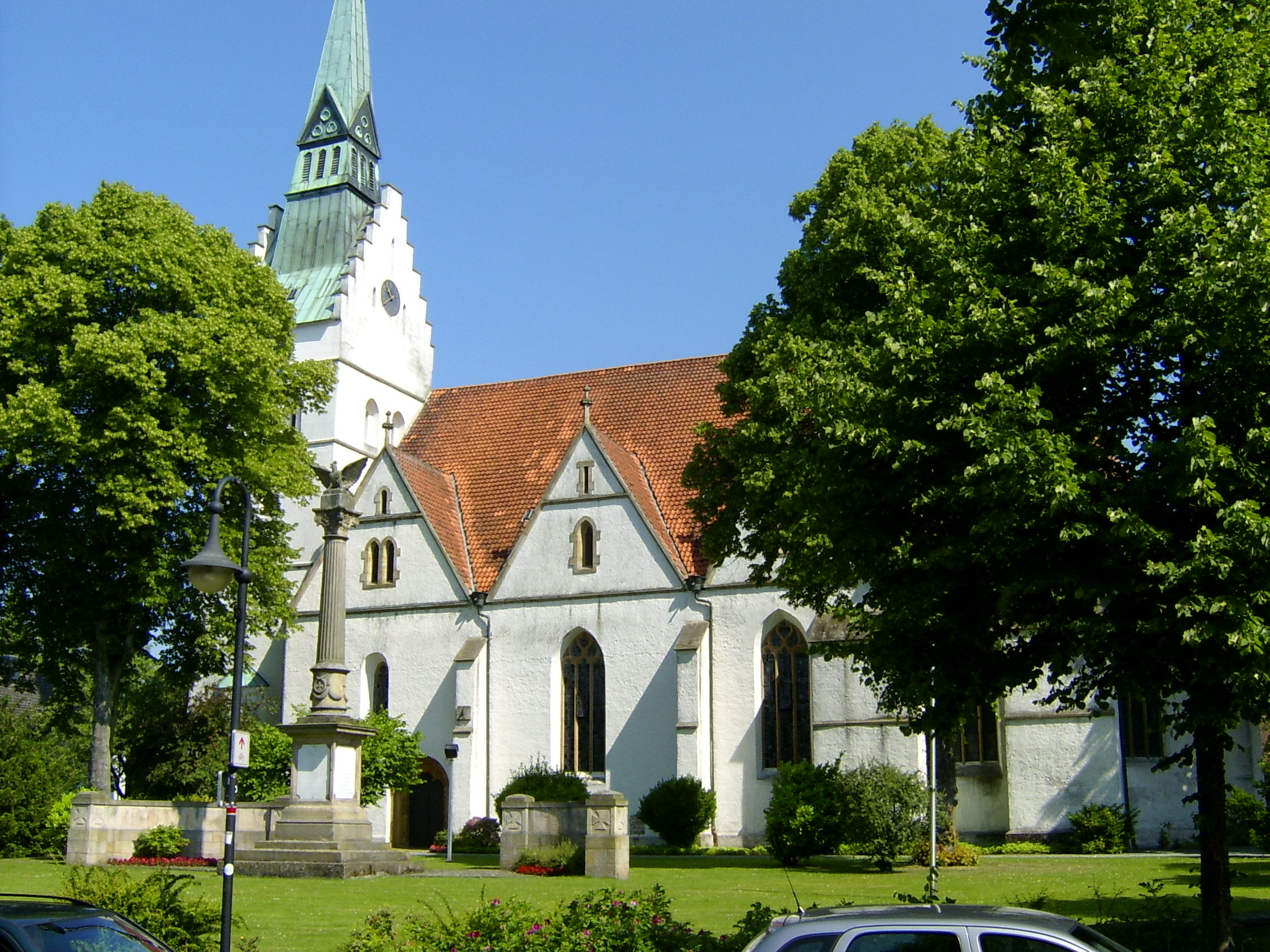
Ферсмольд